# Казарня
Каза́рня — село в Україні, у Суботцівській сільській громаді Кропивницького району Кіровоградської області. Населення становить 497 осіб. Колишній центр Казарнянської сільської ради.
В селі бере початок річка Сріблянка.

## Історія
Станом на 1886 рік у селі, центрі Казарнської волості Олександрійського повіту Херсонської губернії, мешкало 340 осіб, налічувалось 59 дворових господарств, існувала православна церква та 6 лавка. За 3 версти  — залізнична станція. За 13 верст — недіючий винокурний завод.

## Населення
Згідно з переписом УРСР 1989 року чисельність наявного населення села становила 485 осіб, з яких 229 чоловіків та 256 жінок.
За переписом населення України 2001 року в селі мешкало 497 осіб.

### Мова
Розподіл населення за рідною мовою за даними перепису 2001 року:
| Мова       | Відсоток |
| ---------- | -------- |
| українська | 93,16 %  |
| російська  | 3,42 %   |
| вірменська | 2,62 %   |
| молдовська | 0,60 %   |
| білоруська | 0,20 %   |